# Asonanca
Asonanca (asonancija) glasovna je figura koja nastaje ponavljanjem istih samoglasnika radi postizanja zvukovnog ugođaja, ritma ili glasovnih efekata.

## Primjeri asonance
- Antun Gustav Matoš, „Jesenje veče”

Olovne i teške snove snivaju

Oblaci nad tamnim gorskim stranama

Monotone sjene rijekom plivaju,

Žutom rijekom među golim granama.

- Dragutin Tadijanović, „Prsten”

Oni koji poznaju drago kamenje.Gotova je pjesma

O prstenu. O mojem ili tvojem prstenu?

- Dragutin Tadijanović, „Dugo u noć, u zimsku bijelu noć”

Dugo u noć, u zimsku bijelu noć

- Tin Ujević, „Visoki jablani”

Oni imaju visoka čela, vijorne kose, široke grudi

Asonanca se može protegnuti kroz cijelu kiticu ili pjesmu. Ako se ponavlja na početku riječi, govorimo o glasovnoj anafori, a ako se ponavlja na kraju riječi, govorimo o glasovnoj epifori. Asonanca kao glasovna epifora:
- Antun Gustav Matoš, „Srodnost”

Đurđic, skroman cvjetić, sitan, tih i fin,

Dršće, strepi i zebe kao da je zima,

Zvoni bijele psalme svojim zvončićima,

Potajno kraj vrbe, gdje je stari mlin. 

- Dragutin Tadijanović, “Visoka žuta žita”

Kada u rumene zore

Ili u jasna jutra

Prolazim

Poljima’ rosnim

Gdje mlad vjetar njiše teške klasove

Visokog, žutog žita,

Iznenada stanem;

I gle!

Moje srce, od radosti, glasno kuca

Kao zlatan sat.